# دوکار گوگ
دوکار گوگ (به لاتین: Dokar Gewog) یک منطقهٔ مسکونی در بوتان است که در استان پارو واقع شده‌است.